# Casuari de Bennett
El casuari de Bennett (Casuarius bennetti) és un gran ocell no volador de la família dels casuàrids (Casuariidae) que viu a la selva humida de muntanya de Nova Guinea i també a Seram i Nova Bretanya.